# Dschubb-'Adin
Dschubb-ʿAdin oder Ġuppaҁōḏ (arabisch جبعدين Jubbʿadin, syrisch ܓܦܥܘܕ, neuwestaramäisch גפעוד) ist eine Ortschaft in Syrien. Sie liegt etwa 58 km (oder 60 km) nordöstlich von Damaskus auf 1500 m Meereshöhe im Zentralteil des Qalamun-Gebirges, das zum Anti-Libanon zählt. Die Bewohner von Dschubb-ʿAdin sprechen einen Dialekt der neuwestaramäischen Sprache, die bis zum Bürgerkrieg in Syrien außerdem noch in zwei weiteren Dörfern gesprochen wurde und ansonsten ausgestorben ist. In Dschubb-ʿAdin lebten im Jahre 2004 laut Zensus 3778 Menschen, fast in Gänze sunnitische Muslime.

## Geographische Lage
Dschubb-ʿAdin liegt innerhalb einer hohen Bergkette in Juba, die auch als Maalula-Wand bezeichnet wird, zwischen dem Jabal al-Numan oberhalb des Majal al-Assal im Norden und dem Tell al-Silsilah im Südwesten des Dorfes. Dschubb-ʿAdin ist nur vom Südwesten her zugänglich über al-Faj, eine mehrere Meter breite, etwa 200 Meter lange und 50 bis 60 Meter tiefe Spalte in der Felswand des Tell al-Silsilah. Diese wurde über die Jahrhunderte hinweg immer weiter zu einer Straße ausgebaut, so dass seit den 1980er Jahren auch große Autos nach Dschubb-ʿAdin fahren können. Das Dorf ist über die inzwischen asphaltierte Straße mit al-Qutaifeh und Damaskus verbunden.

## Sehenswürdigkeiten und Kultur
In der Umgebung von Dschubb-ʿAdin befinden sich Reste mehrerer alter Klöster und einer Weinpresse aus byzantinischer Zeit, im Norden das Kloster Deir al-Assi.
Wichtigste Sehenswürdigkeit des Ortes ist die Hauptmoschee, die von den Dorfbewohnern auf Aramäisch Jemҁa rāb (Große Moschee) genannt wird.
Traditioneller Feiertag ist Akitu Brikha, das syriakische Neujahr am 1. April.

## Sprache
Als Muttersprache hat sich in dem über Jahrhunderte weitgehend isolierten Dschubb-’Adin ein Dialekt des Neuwestaramäischen halten können. Die meisten jüngeren Menschen sind zweisprachig und sprechen sowohl Aramäisch als auch Arabisch fließend. Die Verwendung eines aramäischen Dialekts als Muttersprache durch Muslime, wie das nur in Dschubb-’Adin der Fall ist – bis zum Bürgerkrieg auch in as-Sarcha und bei der muslimischen Minderheit in Maalula –, gilt als einzigartig auf der Welt.
Die Kinder lernen Aramäisch als Erstsprache in den Familien und als Zweitsprache in der Schule Arabisch, das als Unterrichtssprache dient.

## Ortsname
Der aramäische Ortsname Dschubb-ʿAdin besteht aus zwei Namensbestandteilen. Der erste Teil Ġuppa (syrisch ܓܽܦܐ) bedeutet auf Aramäisch „Brunnen“, während der zweite Teil ҁōḏ (ܥܘܕ) auf verschiedene Weise übersetzt werden kann. ҁōḏ (ܥܘܕ) kann „Feier, Fest“ bedeuten, womit eine Übersetzung des Namens mit „Brunnen des Festes“ möglich ist. Allerdings kann sich ҁōḏ auch auf den Audianismus (eine frühchristliche Glaubensrichtung in Syrien, benannt nach ihrem Gründer Audius oder Audaeus) beziehen, den es vor der Islamisierung in der Gegend gab. Hiernach könnte der Name mit „Brunnen des Audius“ übersetzt werden. Als unwahrscheinlicher gilt die Übersetzung des zweiten Namensbestandteils mit dem Namen der Ethnie ʿĀd, die im Koran erwähnt wird.

## Wirtschaft
Die Einwohner leben von der Landwirtschaft, wobei Trauben, Feigen, Getreide, Hülsenfrüchte und Sumach ihr Wasser durch Regen erhalten, während die Apfel- und Kirschbäume sowie die Gemüsefelder bewässert werden. Die Wasserversorgung des Ortes und die Bewässerungskanäle werden aus Brunnen sowie einer Quelle kurz vor Chabur und Ain Gabriel (Gabriel-Quelle) gespeist. Heute haben viele Bewohner den Ort verlassen, um insbesondere in den arabischen Erdölländern zu arbeiten.

## Im syrischen Bürgerkrieg
Im syrischen Bürgerkrieg stand die Bevölkerung von Dschubb-’Adin von Beginn an auf der Seite der syrischen Regierung. In den Jahren 2013 und 2014 gab es mehrere Angriffe islamistischer Rebellen, die jedoch von der örtlichen Miliz abgewehrt wurden. Nur einmal konnten Kämpfer der Opposition in den Ort vordringen, wurden jedoch von den Bewohnern mit Unterstützung der Armee zurückgeworfen. 75 Bewohner des Ortes starben im Kampf gegen die Islamisten. Etwa 2 % der Bausubstanz wurden zerstört, was deutlich weniger als in anderen Orten der Region war, jedoch wurde ein Großteil der Bäume in der Umgebung von den Rebellen gefällt. Jubb'adin ist das einzige der drei westaramäischen Dörfer, aus dem die Aramäer nicht vertrieben wurden, nahm aber viele arabischsprachige Flüchtlinge aus anderen Orten auf.

## Geboren in Dschubb-’Adin
- Dschalal at-Tawil, syrischer Schauspieler